# Evangelieboek van Sankt Gallen

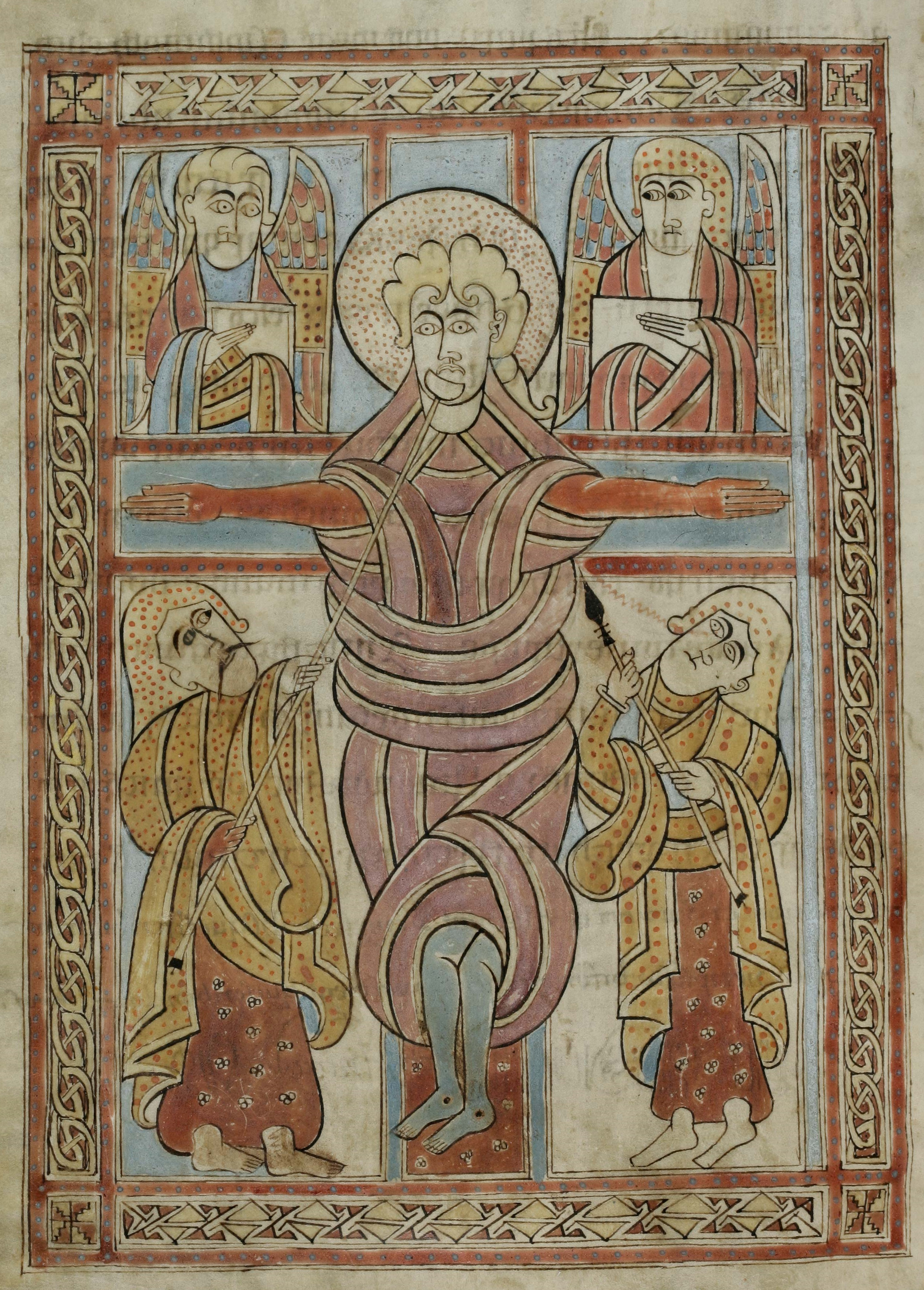
De kruisiging uit het evangelieboek van Sankt Gallen

Het Evangelieboek van Sankt Gallen is een middeleeuws insulair evangelieboek. Het werd rond 750 door Ierse monniken geschreven.  Het wordt momenteel bewaard in de kloosterbibliotheek van de abdij van Sankt Gallen, onder de referentie MS 51. Het bevat 134 folia. De afbeeldingen tonen de kruisiging, de dag des oordeels, een Christusmonogram, een tapijtpagina en de portretten van de vier evangelisten.